# Ruska modra mačka
Ruska modra mačka je pasma mačke, ki ima srebrno-moder kožuh. Mačke te pasme so znane po svoji izjemni inteligenci in igrivosti, vendar so zadržane ob tujcih. Navežejo tesen stik z lastniki in so zelo iskane pri rejcih zaradi svoje osebnosti in edinstvenega kožuha.

## Izvor in zgodovina
Za razliko od večine pasemskih mačk je ruska modra mačka naravno vzgojena pasma. Po anekdotah naj bi izvirala iz ruskega pristaniškega mesta Arhangelsk. Iz Arhangelska so to pasmo prenesli v Anglijo in Severno Evropo v šestdesetih letih 19. stoletja. Prva predstavitev pasme je bila leta 1875 v Kristalni palači v Angliji. Predstavili so jih kot arhangelske mačke. Od takrat je pasma tekmovala v razredu vseh modrih mačk, dokler ni leta 1912 dobila svojega razreda.
Do 2. svetovne vojne se je pasma večinoma razvijala v Angliji in Skandinaviji. Med 2. svetovno vojno se je število ruskih modrih mačk močno skrčilo, nekateri rejci so jih začeli križati s siamskimi mačkami in tako so se ruske modre mačke v Evropi ohranile. V Ameriki so med 2. svetovno vojno popolnoma izginile in rejci so s križanjem skandinavske in angleške modre mačke vzgojili novo pasmo, ki je danes znana kot moderna ruska modra mačka. To pasmo lahko še danes vidimo na mačjih razstavah v Ameriki.

## Telesne značilnosti
Rusko modro mačko odlikuje vitko telo srednje velikosti, ki je pokrito z mehkim kratkim modrosivim kožuhom. Kožuh je edinstven, saj ima dva sloja. Spodnji sloj je mehek in kratek, zgornji sloj pa daljši. Daljše dlake so modre in imajo srebrne konice, kar daje kožuhu svetlikajoč videz. Odlikujejo jih dolge noge z ovalnimi šapicami in vijoličnimi blazinicami ter živo zelene oči. Rumene in bele lise v očeh se pri odraslih mačkah smatrajo kot nepravilnosti.

## Vedenjske značilnosti
Ruske modre mačke so znane kot zelo inteligentne in aktivne živali. Rade se igrajo z različnimi igračami, lahko pa se naučijo tudi same odpirati vrata ali okna. Zelo dobro zaznavajo človeška občutja in navežejo tesen stik z bližnjimi ljudmi ali drugimi hišnimi ljubljenčki ob tujcih pa so zelo plahe. So zelo tihe in čiste mačke. Po izkušnjah mnogih rejcev so samci bolj aktivni in živahni od samic. 

## Vzreditelji
V Sloveniji trenutno ni znanih vzrediteljev.